# Letecká základna Ramstein
Letecká základna Ramstein (anglicky Ramstein Air Base) je základna a sídlo velitelství Letectva Spojených států v Evropě u města Ramstein-Miesenbach ve spolkové zemi Porýní-Falc na jihozápadě Německa. Je také základnou jednotek Severoatlantické aliance (NATO). Základna byla vybudována ve spolupráci s Francií v okupovaném Německu po druhé světové válce po roce 1950 a jde o největší základnu amerického letectva mimo území Spojených států.

## Popis
Leží východně od německého Ramstein-Miesenbachu asi 10 kilometrů západně od Kaiserslauternu ve spolkové zemi Porýní-Falc. Letectvo Spojených států ji používá hlavně k transportu jednotek a vojenského materiálu, při evakuaci Američanů z různých válečných konfliktů. Stejně tak je využívána k přepravě raněných do nedaleké vojenské nemocnice v blízkém městě Landstuhl, která je největší americkou nemocnicí mimo území USA.
V roce 2004 zde sloužilo 35 000 vojáků a přes 6000 civilních zaměstnanců.
Základna má dvě hlavní vzletové a přistávací dráhy. Delší 08/26 měří 3200 metrů a kratší 09/27 má 2830 metrů.
Základna Ramstein je také jedním ze dvou míst v Německu, kde jsou uloženy nukleární zbraně USA. Spolu s nedalekým letištěm Büchel v pohoří Eifel je na obou základnách uloženo 150 jaderných hlavic. Základna není německým územím, ani nepodléhá německému právu. 

## Historie

### Výstavba

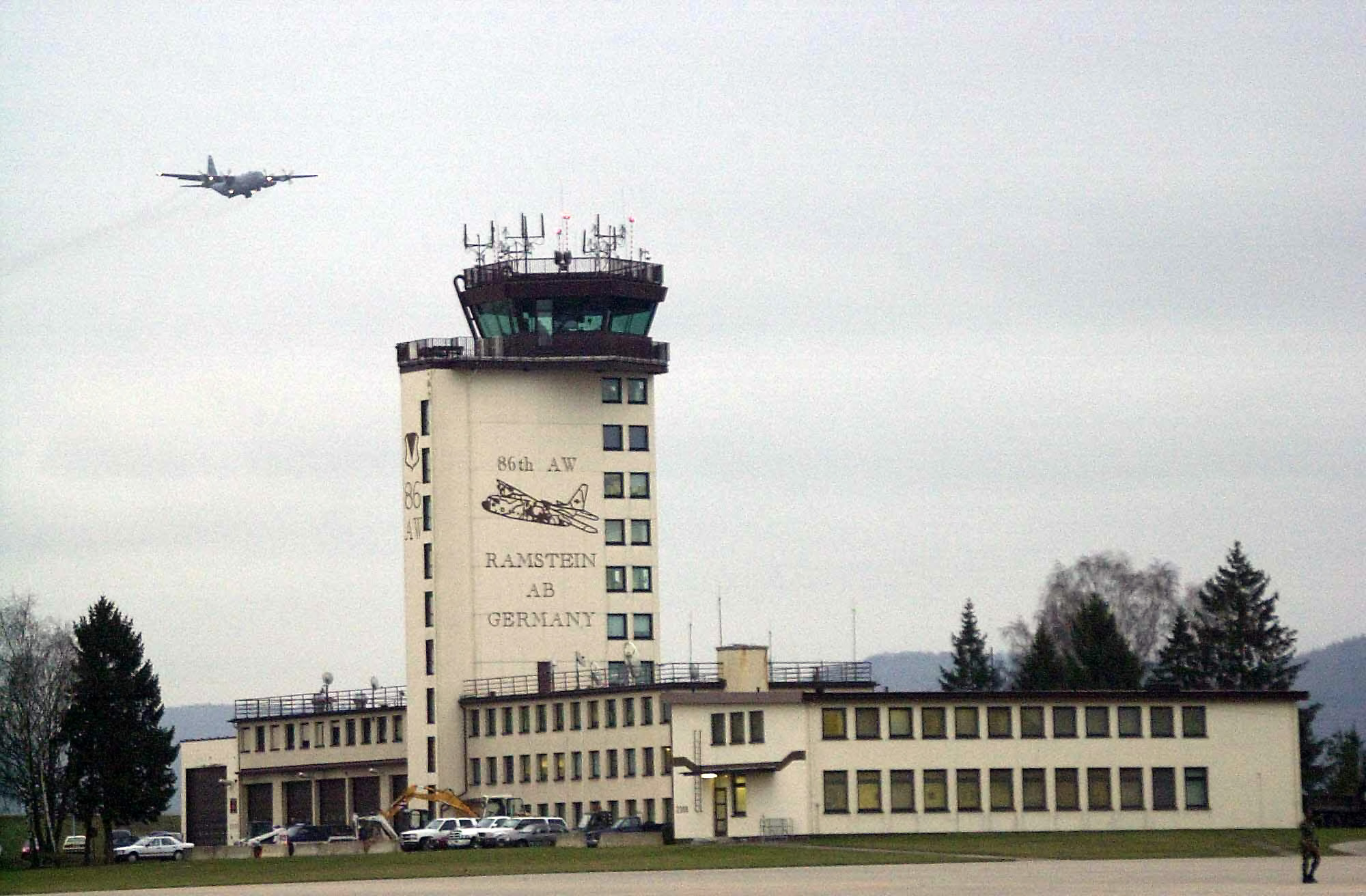
C-130 přelétávající u kontrolní věže základny

Během druhé světové války používala Luftwaffe jako vzletovou a přistávací dráhu úsek dálnice nedaleko Ramsteinu. Koncem války bylo příslušenství provizorního letiště zabaveno postupujícími americkými jednotkami. V dubnu 1951 začali Američané společně s Francouzi (v jejichž okupační zóně se území u Ramsteinu nacházelo) s rozšiřováním letiště. V jižní části se od roku 1952 nacházela základna Landstuhl s vlastním letištěm, zatímco na severu vznikla roku 1953 Ramstein Air Force Installation s velitelstvím a administrativní správou. Obě základny se 1. prosince 1957 sloučily do Ramstein-Landstuhl Air Base a jméno bylo později ještě zjednodušeno na současné.
Nejprve zde byla umístěna bojová letadla F-84 a F-4 Phantom. Od roku 1971 k nim přibyly také transportní stroje Military Airlift Command (MAC) (v současnosti Air Mobility Command (AMC)). Hlavní velitelství amerických sil v Evropě sem bylo přeloženo v březnu roku 1973 z letiště Wiesbaden – Erbenheim.

### Události spojené se základnou
- 31. srpna 1981 na zdejší velitelství amerických sil pomocí trhaviny zaútočili členové komanda „Sigurd Debus“ Frakce Rudé armády. Útok si vyžádal dvacet zraněných.
- 28. srpna 1988 došlo při každoročním zde pořádaném leteckém dni k jednomu z největších leteckých neštěstí, ke kterým kdy došlo při leteckých přehlídkách. Při vystoupení italské akrobatické skupiny Frecce Tricolori se srazila její proudová letadla. Hořící trosky zabily 70 diváků a stovky dalších byly zraněny těžce, z nichž později v nemocnici ještě více než 30 lidí na následky poranění (většinou popáleniny) zemřelo. Piloti, kteří při nehodě zahynuli, bývají dáváni i do souvislosti s leteckou katastrofou letu Itavia 870. Výše uvedená skupina Rammstein později složila o této katastrofě píseň Rammstein na albu Herzeleid.[1]
- 29. srpna 1990 se krátce po startu zřítil transportní letoun Lockheed C-5A Galaxy amerického letectva. O život přišlo 13 ze 17 osob na palubě.[2][3]

### Současnost
V roce 1994 ze základny odletěly poslední zde umístěné bojové stroje F-16.
Po uzavření Rhein-Main Air Base k 31. prosinci 2005 se letiště Ramstein stalo nejdůležitější evropskou základnou pro transport amerických vojenských sil. Všechny v Evropě umístěné jednotky přilétají i odlétají do USA odsud. Novým požadavkům se základna přizpůsobila vybudováním druhé vzletové a přistávací dráhy i nových terminálů pro přepravované osoby i náklad. Také byly postaveny nové administrativní budovy. Poté byla stará vzletová dráha rekonstruována a prodloužena.
V prosinci 2005 údajně využívala CIA základnu při přepravě zajatců v souvislosti s 11. zářím 2001 a válkou proti terorismu.[zdroj?]